# Joaquim Chissano
Joaquim Alberto Chissano (* 22. října 1939) je mosambický politik a druhý prezident Mosambiku v letech 1986 až 2005.
Narodil se ve vesnici Malehice v provincii Gaza. Jako první domorodec absolvoval lyceum v Lourenço Marques, studium medicíny na Lisabonské univerzitě nedokončil a odešel do Tanzanie, kde se zapojil do aktivit hnutí FRELIMO. Po vyhlášení mosambické nezávislosti v roce 1975 zastával úřad ministra zahraničí a v roce 1986, kdy první prezident země Samora Machel zahynul při leteckém neštěstí, se stal jeho nástupcem. V roce 1992 uzavřel dohodu, která ukončila občanskou válku a nastolila pluralitní demokracii, v roce 1994 vyhrál první svobodné volby a roku 1995 vyjednal vstup Mosambiku do Commonwealthu. Podruhé byl zvolen v roce 1999, o třetí období se již neucházel a prezidentskou kandidaturu za FRELIMO přenechal Armandovi Guebuzovi, který volby vyhrál a stal se jeho nástupcem.
V letech 2003–2004 vykonával funkci předsedy Africké unie. V roce 2007 ho Organizace spojených národů jmenovala zvláštním vyslancem pro uzavření příměří mezi ugandskou vládou a Boží armádou odporu. Obdržel také cenu nadace Mo Ibrahima za zásluhy o rozvoj demokracie v Africe.
V roce 2014 adresoval africkým státníkům otevřený dopis, v němž je vyzval k respektování lidských menšin, včetně práv sexuálních menšin.
Praktikuje meditace podle učení Maharišiho.

## Vyznamenání
- velkokříž Řádu prince Jindřicha – Portugalsko, 14. května 1984[6]
- velkokříž s řetězem Řádu prince Jindřicha – Portugalsko, 9. dubna 1990[6]
- Řád Agostinha Neta – Angola, 1992[7]
- velkokříž Řádu dobré naděje – Jihoafrická republika, 1995[8]
- velkokříž s řetězem Řádu svatého Jakuba od meče – Portugalsko, 21. dubna 1997[6]
- athir Národního řádu za zásluhy – Alžírsko, 9. prosince 2004 – udělil prezident Abdelazíz Buteflika[9]
- velkokříž s řetězem Řádu svobody – Portugalsko, 30. června 2016[6]
- čestný rytíř velkokříže Řádu svatého Michala a svatého Jiří – Spojené království[10][11]
- Řád pochodně Uhuru hory Kilimandžáro I. třídy – Tanzanie